# NGC 5268
NGC 5268 је појединачна звезда у сазвежђу Девица која се налази на NGC листи објеката дубоког неба.
Деклинација објекта је - 13° 51' 37" а ректасцензија 13h 42m 12,3s. Привидна величина (магнитуда) објекта NGC 5268 износи 11,4 а фотографска магнитуда 11,3.